# Гайнц Рюманн
Гайнц Вільгельм Рюманн (нім. Heinz Wilhelm Rühmann; 7 березня 1902, Ессен — 3 жовтня 1994, Ауфкірхен) — німецький актор і режисер.

## Життя і творчість
Гайнц Рюманн народився в сім'ї власника готелю. Дитинство пройшло у місті Ванне-Айкель. У 1913 році сім'я переїхала до Ессена, де купила готель біля Центрального вокзалу. У 1916 році батьки хлопчика розлучилися; незабаром після цього батько покінчив життя самогубством. Мати з трьома дітьми переїхала до Мюнхена. У 1919–1920 роках, після закінчення реального училища, Рюманн вивчав акторську майстерність і у червні 1920 року отримав свою першу роль в театрі міста Бреслау. У 1922 році він поступив до театру Ганновера, де виступав разом з Тео Лінгеном. Потім працював в театрах Бремена та Мюнхена. У серпні 1924 року Рюманн одружився з акторкою єврейського походження Марією Гербот.
У кіно Рюманн дебютував у 1926 році в німому фільмі «Das deutsche Mutterherz» («Серце німецької матері»). Його було запрошено до Берліна, де він грав у театрі разом з Марлен Дітріх. У 1930 році до актора прийшов великий успіх. Після участі у кінострічці «Die drei von der Tankstelle» («Троє з бензоколонки») він став — разом з Гансом Альберсом — одним з найпопулярніших артистів Веймарської Німеччини.
У роки правління в Німеччині націонал-соціалістів Рюманн прагнув не втручатися в політику. Проте це не перешкодило йому зробити запаморочливу кар'єру. У 1938 році він розлучився зі своєю першою дружиною (єврейкою). У 1939 році одружився з акторкою Гертою Файлер, з якою він познайомився у 1938 році на зйомках свого фільму «Лише брехня». У 1933–1945 роках Рюманн зіграв у 37 кінофільмах і поставив ще чотири. Націонал-соціалісти активно використовували талант актора у своїй пропаганді за часів Другої світової війни. У 1940 році Рюманну було присвоєно звання «державного артиста». Не дивлячись на те, що артист був відмінним пілотом, його звільнили від несення військової служби, а у серпні 1944 року за розпорядженням Геббельса внесли до списку осіб, назавжди звільнених від мобілізації.
По закінченні війни Рюманн деякий час проживав у Східній Німеччині й співпрацював там з радянською владою. Проте у березні 1946 року внаслідок політики денацифікації йому заборонили працювати актором на території радянської окупаційної зони. Рюманн переїхав до Західного Берліна. У 1947 році він заснував там кіностудію Comedia. У 1956 році артист знявся в кінокомедії «Капітан з Кепеніка», за гру в якій у 1957 році удостоївся премії німецьких кінокритиків. Радянським глядачам картина відома під назвою «Сила мундиру». У 1960-х роках він грав на сценах Мюнхена і Відня. У 1980 році виступав у програмі «Зірки на манежі» з радянським клоуном Олегом Поповим.

### Музична діяльність
Рюманн мав приємний задушевний тенор, співав у кіно і з успіхом (особливо у 1930-ті та 1940-ві рр.) записувався на платівки. Принаймні, три пісні, що виконувалися ним, визнані в Німеччині «вічними» шлягерами: Ich brech' die Herzen der stolzesten Frau'n (1938), Das kann doch einen Seemann nicht erschüttern (матроська пісня, 1939) та (колискова) La-Le-Lu (ін.назва Unser Lied, 1955).

### Пам'ять
Дві вулиці в Баварії, де актор прожив останні роки, названі його ім'ям. Похований в Ауфкірхені.

## Обрана фільмографія
| Рік  |  | Назва українською                 |  | Мовою оригіналу                   |  | Роль                                 |
| ---- |  | --------------------------------- |  | --------------------------------- |  | ------------------------------------ |
| 1930 |  | Троє з бензоколонки               |  | Die Drei von der Tankstelle       |  | Ганс                                 |
| 1938 |  | Людина, яка була Шерлоком Холмсом |  | Der Mann, der Sherlock Holmes war |  | сищик Мекі Макферсон / доктор Ватсон |
| 1938 |  | 13 стільців                       |  | 13 Stühle                         |  | Фелікс Рабе                          |
| 1941 |  | Квакс, невдалий пілот             |  | Quax, der Bruchpilot              |  | Квакс                                |
| 1944 |  | Пунш з паленого цукру             |  | Die Feuerzangenbowle              |  | доктор Йоганнес Пфайффер             |
| 1947 |  | Квакс у Африці                    |  | Quax in Afrika                    |  | Квакс                                |
| 1948 |  | Пан з іншої зірки                 |  | Der Herr vom andern Stern         |  | Пан з іншої зірки                    |
| 1956 |  | Тітка Чарлея                      |  | Charleys Tante                    |  | Доктор Отто Дернбург                 |
| 1958 |  | Залізний Густав                   |  | Der eiserne Gustav                |  | Густав Гартман                       |
| 1959 |  | Людина проходить крізь стіну      |  | Ein Mann geht durch die Wand      |  | Бушбаум                              |
| 1960 |  | Бравий солдат Швейк               |  | Der brave Soldat Schwejk          |  | Йозеф Швейк                          |
| 1960 |  | Паршива вівця                     |  | Das schwarze Schaf                |  | Отец Браун                           |
| 1962 |  | Згубна пристрасть                 |  | Er kann’s nicht lassen            |  | панотець Браун                       |
| 1965 |  | Корабель дурнів                   |  | Ship of Fools                     |  | Юлій Льовенталь                      |
| 1965 |  | Вінок з маргариток                |  | Das Liebeskarussell               |  | професор Хелльберг                   |
| 1967 |  | Операція «Святий Петро»           |  | Operazione San Pietro             |  | Кардинал Ерік Браун                  |
| 1971 |  | Капітан                           |  | Der Kapitän                       |  | Вільям Еббс                          |

## Нагороди

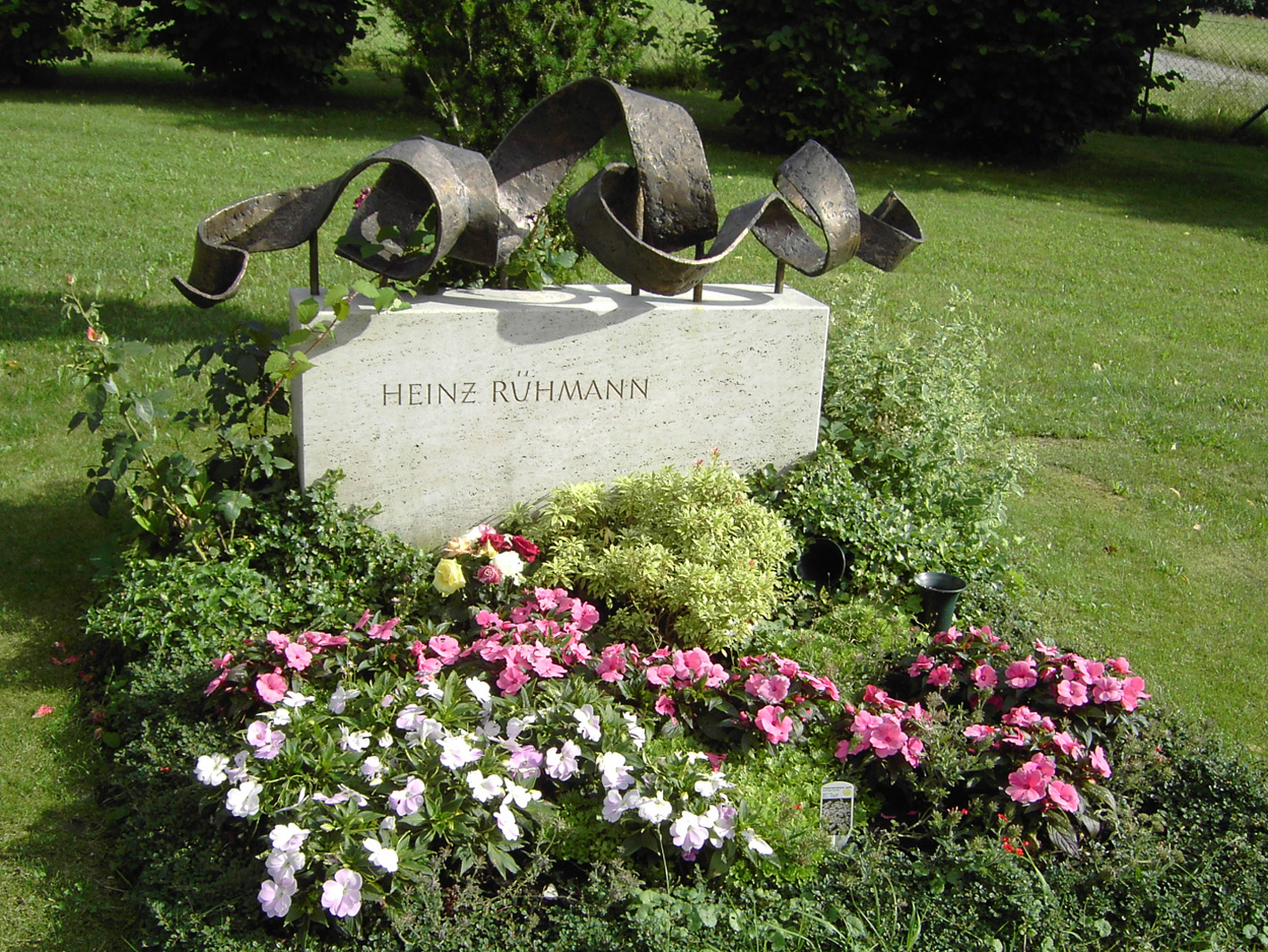
Могила Гайнца Рюманна в Ауфкірхені

- медаль Венеційського кінофестивалю (1938)
- присвоєно звання «Державний артист» (1940)
- особливий приз Венеційського кінофестивалю (1949)
- художня премія м. Берліна (1957)
- Великий хрест ордена «За заслуги перед Федеративною Республікою Німеччина» (1966)
- премія Бамбі (1962, 1963, 1964, 1965, 1967, 1968, 1969, 1971, 1972, 1973, 1978, 1984)
- Великий офіцерський хрест ордена «За заслуги перед Федеративною Республікою Німеччина» (1972)
- премія Золотий екран (1972, 1973)
- Великий хрест із зіркою і плечовою стрічкою ордена «За заслуги перед Федеративною Республікою Німеччина» (1977)
- Орден Максиміліана «За досягнення в науці та мистецтві» (Баварія) (1981).